# Santa Maria de Jetibá
Santa Maria de Jetibá è un comune del Brasile nello Stato dell'Espírito Santo, parte della mesoregione Central Espírito-Santense e della microregione di Santa Teresa.